# تشيب هاغينز
تشيب هاغينز هو سياسي أمريكي، ولد في 30 نوفمبر 1961. نشط حزبياً في الحزب الجمهوري. وقد انتخب عضو مجلس نواب كارولاينا الجنوبية ‏.

## وصلات خارجية
- الموقع الرسمي